# Grimaucourt-près-Sampigny
Grimaucourt-près-Sampigny é uma comuna francesa na região administrativa de Grande Leste, no departamento de Meuse. Estende-se por uma área de 9,27 km². Em 2010 a comuna tinha 81 habitantes (densidade: 8,7 hab./km²).